# Petrolisthes cinctipes
Petrolisthes cinctipes är en kräftdjursart som först beskrevs av J. W. Randall 1840.  Petrolisthes cinctipes ingår i släktet Petrolisthes och familjen porslinskrabbor. Inga underarter finns listade i Catalogue of Life.